# Lobonemoides sewelli
Lobonemoides sewelli är en manetart som beskrevs av Rao 1931. Lobonemoides sewelli ingår i släktet Lobonemoides och familjen Lobonematidae.
Artens utbredningsområde är Indiska oceanen. Inga underarter finns listade i Catalogue of Life.